# Toma de Pensacola (1719)
La Toma de Pensacola fue un enfrentamiento en 1719 de la guerra de la Cuádruple Alianza entre franceses de La Luisiana y españoles de La Florida en Pensacola, Florida, EE. UU.

## Historia
En mayo de 1719 durante la guerra de la Cuádruple Alianza,  fuerza francesa dirigida por Jean-Baptiste Le Moyne de Bienville asedia y ocupa el presidio de presidio Santa María de Galve, en torno al cual se encuentra la población de Pensacola, perteneciente a la Florida española.
La guarnición francesa en Pensacola fue expulsada por primera vez de Pensacola en agosto de 1719, cuando un gran ejército español desembarcó y forzó a la pequeña guarnición francesa a rendirse.Sin embargo, una flota francesa tomó definitivamente la plaza el 1 de septiembre de ese mismo año. La guerra terminó en un statu quo ante bellum con el Tratado de La Haya (1720) y Pensacola volvió oficialmente a manos españolas. 
La guarnición francesa se retiró en 1722 tras un fuerte huracán, arrasando la población de Pensacola y el presidio de Santa María de Galve. Los españoles comenzarían ese mismo año a construir un nuevo presidio en la Isla Santa Rosa (Florida), terminado en 1726.